# 1969 (álbum de Achille Lauro)
1969 es el quinto álbum de estudio del cantautor italiano Achille Lauro, publicado el 12 de abril de 2019. Según la revista Rolling Stone Italia, el álbum ocupa el cuarto lugar entre los 20 mejores álbumes italianos de 2019.
El álbum fue certificado como disco de platino en Italia.

## Origen
Lauro ha querido rendir homenaje al año 1969, que considera simbólico por una serie de acontecimientos que tuvieron lugar en el mundo: El concierto rooftop de los Beatles, la detención de Jim Morrison por actos lascivos en un lugar público, la primera implantación de un corazón artificial, la boda de Yoko Ono y John Lennon, el primer alunizaje del hombre, el festival de Woodstock, el estreno de Satyricon de Fellini y Easy Rider, el lanzamiento del álbum Led Zeppelin II de Led Zeppelin y el gol número 1.000 de Pelé.
Lauro es conocido en los círculos del hip hop por sus experimentos musicales, el último de los cuales fue el samba trap. Con este álbum se aleja del hip hop para presentar sonidos de pop rock. Él dijo que se inspiró en compositores italianos como Vasco Rossi, Lucio Battisti y Rino Gaetano.

## Promoción
El álbum fue precedido por el lanzamiento de dos de sus canciones, Rolls Royce y C'est la vie . Rolls Royce es la canción con la que ya asistió al 69.º Festival de Sanremo como concursante, donde quedó en noveno lugar. En la noche dedicada a los dúos, actuó con el cantante y músico italiano Morgan.

## Recepción
Muchos periódicos han elogiado el trabajo artístico de Achille Lauro, destacando su impulso creativo como ejemplo de innovación musical. También incorpora elementos de la música trap en canciones con un sonido rockero y una atmósfera más melancólica y personal.

## Lista de canciones
| 1969 | |          |  |
| N.º  | Título | Duración |  |
| 1.   | «Rolls Royce (feat. Boss Doms, Frenetik&Orang3) (Música: Edoardo Manozzi, Daniele Mungai)»                | 2:53     |  |
| 2.   | «C'est la Vie (Música: Fabrizio Ferraguzzo, Enrico Brun)»                                                 | 3:13     |  |
| 3.   | «Cadillac (Música: Edoardo Manozzi, Fabrizio Ferraguzzo, Matteo Ciceroni)»                                | 2:33     |  |
| 4.   | «Je t'aime (feat. Coez) (Música: Edoardo Manozzi, Daniele Mungai)»                                        | 3:30     |  |
| 5.   | «Zucchero (Música: Fabrizio Ferraguzzo, Enrico Brun, Matteo Ciceroni, Niccolo' Mancuso, Renato Garretto)» | 3:06     |  |
| 6.   | «1969 (Música: Edoardo Manozzi, Fabrizio Ferraguzzo, Enrico Brun)»                                        | 3:30     |  |
| 7.   | «Roma (feat.Simon P.) (Música: Edoardo Manozzi, Fabrizio Ferraguzzo)»                                     | 2:43     |  |
| 8.   | «Sexy Ugly (Música: Edoardo Manozzi)»                                                                     | 2:43     |  |
| 9.   | «Delinquente (Música: Edoardo Manozzi, Fabrizio Ferraguzzo, Enrico Brun)»                                 | 2:36     |  |
| 10.  | «Scusa (Música: Edoardo Manozzi, Enrico Brun)»                                                            | 3:27     |  |

Reedición – 1969 Achille Idol Rebirth
| 1969 Achille Idol Rebirth |                                                          |          |  |
| N.º                       | Título                                                   | Duración |  |
| 1.                        | «Maleducata»                                             | 2:52     |  |
| 2.                        | «Bam Bam Twist (feat. Gow Tribe)»                        | 2:54     |  |
| 3.                        | «16 Marzo (feat. Gow Tribe)»                             | 3:53     |  |
| 4.                        | «Rolls Royce (feat. Boss Doms, Frenetik&Orang3)»         | 2:53     |  |
| 5.                        | «C'est la Vie (beat. Fiorella Mannoia)»                  | 3:12     |  |
| 6.                        | «Me ne frego»                                            | 3:41     |  |
| 7.                        | «Cadillac»                                               | 2:33     |  |
| 8.                        | «Maledetto Lunedì (Frenetik&Orang3 feat. Achille Lauro)» | 4:20     |  |
| 9.                        | «Zucchero»                                               | 3:06     |  |
| 10.                       | «Roma (feat. Simon P.)»                                  | 2:43     |  |
| 11.                       | «1969»                                                   | 3:30     |  |
| 12.                       | «Je t'aime (feat. Coez)»                                 | 3:30     |  |
| 13.                       | «Sexy Ugly»                                              | 2:43     |  |
| 14.                       | «Delinquente»                                            | 2:36     |  |
| 15.                       | «Scusa»                                                  | 3:27     |  |

## Créditos
- Lauro De Marinis – voz
- Edoardo Manozzi – guitarra acústica (pistas 3, 6, 9), guitarra eléctrica (pistas 1, 3, 5, 6, 7, 8, 9), sintetizador (pista 3), piano (pista 5)
- Daniele Dezi – guitarra acústica (pistas 1, 4), guitarra eléctrica (pistas 1, 4)
- Alessandro Lorenzoni – guitarra eléctrica (pistas 1, 3)
- Andrea Torresani – bajo eléctrico (pistas 1, 3, 6, 7, 9)
- Andrea Polidori – batería (pistas 1, 3, 6, 9)
- Fabrizio Ferraguzzo – batería (pista 2), guitarra acústica (pistas 2, 5), guitarra eléctrica (pistas 2, 5, 6)
- Enrico Brun – sintetizador (pistas 2, 5, 6, 7, 9, 10), arcos (pistas 2, 5), piano (pistas 7, 10)
- Mattia Alemana – guitarra acústica (pista 6), guitarra eléctrica (pistas 6, 9)
- Simon Pietro Manzari – voz adicional (pista 7)
- Enrico Melozzi – cello (pista 10)
- Leila Shirvani – cello (pista 10)

## Listas semanales
| Lista (2020) | Posición |
| ------------ | -------- |
| Italia       | 3        |

| Lista (2020) | Posición |
| ------------ | -------- |
| Italia       | 28       |